# Mühlenberg (Fresdorf)
Der Mühlenberg ist eine 62 m ü. NHN hohe Erhebung auf der Gemarkung von Fresdorf, einem Ortsteil der Gemeinde Michendorf im Landkreis Potsdam-Mittelmark in Brandenburg.